# Campeonato Europeo de Atletismo en Pista Cubierta de 2013
El XXXII Campeonato Europeo de Atletismo en Pista Cubierta se celebró en Gotemburgo (Suecia) entre el 1 y el 3 de marzo de 2013 bajo la organización de la Asociación Europea de Atletismo (AEA) y la Federación Sueca de Atletismo.
Las competiciones se realizaron en el Scandinavium de la ciudad escandinava.

## Resultados

### Masculino
| Evento                    | Oro                                                                            | Plata                                                                                        | Bronce                                                                                |
| ------------------------- | ------------------------------------------------------------------------------ | -------------------------------------------------------------------------------------------- | ------------------------------------------------------------------------------------- |
| 60 m (02.03)              | Jimmy Vicaut Francia 6,48 s                                                    | James Dasaolu Reino Unido 6,48 s                                                             | Michael Tumi · Italia · 6,52 s                                                        |
| 400 m (03.03)             | Pavel Maslák · República Checa · 45,66                                         | Nigel Levine Reino Unido 46,21                                                               | Pavel Trenijin · Rusia · 46,70                                                        |
| 800 m (03.03)             | Adam Kszczot · Polonia · 1:48,69                                               | Kevin López · España · 1:49,31                                                               | Mukhtar Mihammed Reino Unido 1:49,60                                                  |
| 1500 m (03.03)            | Mahiedine Mekhissi-Benabbad Francia 3:37,17                                    | Ilham Tanui Özbilen Turquía 3:37,22                                                          | Simon Denissel Francia 3:37,70                                                        |
| 3000 m (02.03)            | Hayle Ibrahimov Azerbaiyán 7:49,74                                             | Juan Carlos Higuero · España · 7:50,26                                                       | Ciarán O'Lionáird Irlanda 7:50,40                                                     |
| 60 m vallas (01.03)       | Serguei Shubenkov · Rusia · 7,49                                               | Paolo Dal Molin · Italia · 7,51                                                              | Pascal Martinot-Lagarde Francia 7,53                                                  |
| 4 × 400 m (03.03)         | Reino Unido Michael Bingham Richard Buck Nigel Levine Richard Strachan 3:05,78 | Rusia · Pavel Trenijin · Yuri Tramboveski · Konstantin Svechkar · Vladimir Krasnov · 3:06,96 | República Checa · Daniel Němeček · Josef Prorok · Petr Lichý · Pavel Maslák · 3:07,64 |
| Salto de altura (02.03)   | Serguei Mudrov · Rusia · 2,35 m                                                | Alexei Dmitrik · Rusia · 2,33 m                                                              | Jaroslav Bába · República Checa · 2,31 m                                              |
| Salto con pértiga (03.03) | Renaud Lavillenie Francia 6,01                                                 | Björn Otto · Alemania · 5,76                                                                 | Malte Mohr · Alemania · 5,76                                                          |
| Salto de longitud (03.03) | Alexandr Menkov · Rusia · 8,31                                                 | Michel Tornéus · Suecia · 8,29                                                               | Christian Reif · Alemania · 8,07                                                      |
| Triple salto (02.03)      | Daniele Greco · Italia · 17,70                                                 | Ruslan Samitov · Rusia · 17,30                                                               | Alexei Fiodorov · Rusia · 17,12                                                       |
| Peso (01.03)              | Asmir Kolašinac Serbia 20,62                                                   | Hamza Alić Bosnia y Herzegovina 20,34                                                        | Ladislav Prášil · República Checa · 20,29                                             |
| Heptatlón (03.03)         | Eelco Sintnicolaas · Países Bajos · 6.372 pts.                                 | Kevin Mayer Francia 6.297 pts.                                                               | Mihail Dudaš Serbia 6.099 pts.                                                        |

### Femenino
| Evento                    | Oro                                                                                | Plata                                                                                         | Bronce                                                                                          |
| ------------------------- | ---------------------------------------------------------------------------------- | --------------------------------------------------------------------------------------------- | ----------------------------------------------------------------------------------------------- |
| 60 m (03.03)              | Mariya Riemien · Ucrania · 7,10 s                                                  | Myriam Soumaré Francia 7,11 s                                                                 | Ivet Lalova Bulgaria 7,12 s                                                                     |
| 400 m (03.03)             | Perri Shakes-Drayton Reino Unido 50,85                                             | Eilidh Child Reino Unido 51,45                                                                | Moa Hjelmer · Suecia · 52,04                                                                    |
| 800 m (03.03)             | Natalia Lupu · Ucrania · 2:00,26                                                   | Yelena Kotulskaya · Rusia · 2:00,98                                                           | Marina Arzamasova · Bielorrusia · 2:01,21                                                       |
| 1500 m (02.03)            | Abeba Aregawi · Suecia · 4:04,47                                                   | Isabel Macías · España · 4:14,19                                                              | Katarzyna Broniatowska · Polonia · 4:14,30                                                      |
| 3000 m (03.03)            | Sara Moreira Portugal 8:58,50                                                      | Corinna Harrer · Alemania · 9:00,50                                                           | Fionnuala Britton Irlanda 9:00,54                                                               |
| 60 m vallas (01.03)       | Alina Talai · Bielorrusia · 7,94                                                   | Veronica Borsi · Italia · 7,94                                                                | Derval O'Rourke Irlanda 7,95                                                                    |
| 4 × 400 m (03.03)         | Reino Unido Eilidh Child Shana Cox Christine Ohuruogu Perri Shakes-Drayton 3:27,56 | Rusia · Olga Tovarnova · Tatiana Veshkurova · Nadezhda Kotliarova · Xeniya Zadorina · 3:28,18 | República Checa · Denisa Rosolová · Jitka Bartoničková · Lenka Masná · Zuzana Hejnová · 3:28,49 |
| Salto de altura (03.03)   | Ruth Beitia · España · 1,99 m                                                      | Ebba Jungmark · Suecia · 1,96 m                                                               | Emma Green-Tregaro · Suecia · 1,96 m                                                            |
| Salto con pértiga (02.03) | Holly Bleasdale Reino Unido 4,67                                                   | Anna Rogowska · Polonia · 4,67                                                                | Anzhelika Sidorova · Rusia · 4,62                                                               |
| Salto de longitud (02.03) | Daria Klishina · Rusia · 7,01                                                      | Éloyse Lesueur Francia 6,90                                                                   | Erica Jarder · Suecia · 6,71                                                                    |
| Triple salto (03.03)      | Olha Saladuha · Ucrania · 14,88                                                    | Irina Gumeniuk · Rusia · 14,30                                                                | Simona La Mantia · Italia · 14,26                                                               |
| Peso (03.03)              | Christina Schwanitz · Alemania · 19,25                                             | Alena Kopets · Bielorrusia · 18,85                                                            | Chiara Rosa · Italia · 18,37                                                                    |
| Pentatlón (01.03)         | Antoinette Nana Djimou Ida Francia 4.666 pts.                                      | Yana Maximava · Bielorrusia · 4.658 pts.                                                      | Hanna Melnychenko · Ucrania · 4.608 pts.                                                        |

1. ↑  Descalificación por dopaje de la medallista de oro, la búlgara Tezdzhan Naimova.
2. ↑  Descalificación por dopaje de la medallista de oro, la turca Nevin Yanıt.
3. ↑  Descalificación por dopaje de la medallista de plata, la rusa Yevgueniya Kolodko.

## Medallero
| Núm. | País                 | Oro | Plata | Bronce | Total |
| ---- | -------------------- | --- | ----- | ------ | ----- |
| 1    | Rusia                | 4   | 6     | 3      | 13    |
| 2    | Francia              | 4   | 3     | 2      | 9     |
| 3    | Reino Unido          | 4   | 3     | 1      | 8     |
| 4    | Ucrania              | 3   | 0     | 1      | 4     |
| 5    | España               | 1   | 3     | 0      | 4     |
| 6    | Italia               | 1   | 2     | 3      | 6     |
| 6    | Suecia               | 1   | 2     | 3      | 6     |
| 8    | Alemania             | 1   | 2     | 2      | 5     |
| 9    | Bielorrusia          | 1   | 2     | 1      | 4     |
| 10   | Polonia              | 1   | 1     | 1      | 3     |
| 11   | República Checa      | 1   | 0     | 4      | 5     |
| 12   | Serbia               | 1   | 0     | 1      | 2     |
| 13   | Azerbaiyán           | 1   | 0     | 0      | 1     |
| 13   | Países Bajos         | 1   | 0     | 0      | 1     |
| 13   | Portugal             | 1   | 0     | 0      | 1     |
| 16   | Bosnia y Herzegovina | 0   | 1     | 0      | 1     |
| 16   | Turquía              | 0   | 1     | 0      | 1     |
| 18   | Irlanda              | 0   | 0     | 3      | 3     |
| 19   | Bulgaria             | 0   | 0     | 1      | 1     |
|      | TOTAL                | 26  | 26    | 26     | 78    |